# Песль, Йелла
Йелла Песль (англ. Yella Pessl, нем. Jella Pessl, настоящее имя Габриэлла Эльза Песль, нем. Gabriella Elsa Pessl, по мужу Соботка, англ. Sobotka; 5 января 1906, Вена — 9 декабря 1991, Нортгемптон) — австрийско-американская клавесинистка. Жена биохимика Гарри Соботки.
Окончила Венскую академию музыки, ученица Франца Шмидта (фортепиано) и Франца Шютца (орган). На протяжении 1920-х гг. выступала в Вене в различных камерных составах, в том числе с Эдит Штайнбауэр (скрипка) и Фридой Краузе (виола да гамба).
В 1931 г. эмигрировала в США из Европы. Основала в Нью-Йорке Баховский кружок (англ. Bach Circle) — группу музыкантов, специализировавшуюся на исполнении музыки И. С. Баха и его современников. В 1938 г. аккомпанировала дебютному американскому концерту семейного хора Траппов в нью-йоркском Таун-холле. Выступала с Артуро Тосканини и другими заметными дирижёрами, играла в ансамбле с флейтистом Жоржем Баррером, гобоистом Ральфом Гомбергом и другими. Вела собственную программу на радиостанции WQXR. В 1948—1950 гг. изучала ноты старинной музыки в Ватиканской библиотеке.
Училась в Колумбийском университете.
Умерла в своем доме в Нортгемптоне, штат Массачусетс, от сердечного приступа, как сказала ее сестра Маргарит Картрайт. Ей было 85 лет.